# Haleburg, Alabama
Haleburg là một thị trấn thuộc quận Henry, tiểu bang Alabama, Hoa Kỳ. Dân số năm 2009 là 109 người, mật độ đạt 11 người/km².